# Divisione Garibaldi "Natisone"
La Divisione Garibaldi "Natisone" è stata una formazione partigiana garibaldina che ha operato durante la Resistenza in Friuli ed in seguito - a partire dalla fine del 1944 - nel territorio jugoslavo.

## Storia
Già a marzo del 1943 nelle Valli del Natisone nacque un Distaccamento Garibaldi, considerato la prima formazione militare della Resistenza italiana. In zone limitrofe - allora parti del Regno d'Italia - operavano però fin dal 1941 le formazioni partigiane jugoslave.
Alla data dell'armistizio italiano gli sloveni presero il controllo della Valle dell'Isonzo nel tratto Plezzo - Tolmino (escluse queste due località, in mano ai tedeschi) stabilendo il loro centro a Caporetto. Da qui nelle settimane successive iniziarono ad infiltrarsi anche nella zona delle Valli del Natisone verso Cividale e Faedis, dove però si erano già costituite alcune formazioni di partigiani italiani: in particolare, a Montefosca operava il Battaglione "Garibaldi" (poi Brigata "Garibaldi Friuli"),  costituito il 12 settembre 1943 a Nebola (Collio), comandato da Mario Modotti (Tribuno), commissario politico Mario Karis (Maks), forza complessiva 120 uomini, armati con armi automatiche ed individuali sottratte al regio esercito.
A ottobre del 1943, una violenta azione tedesca scompaginò le file partigiane: il battaglione "Garibaldi" si sciolse e Modotti rimase alla macchia, rifugiandosi nel monte Ciaurlec. In pochi mesi, le montagne della zona tornarono però in mano ai partigiani, soprattutto sloveni. Il "Garibaldi" si ricostituì e si sdoppiò, dando luogo anche al battaglione "Mazzini": dallo sdoppiamento della formazione sorgeranno in seguito le brigate "Bruno Buozzi", "Antonio Gramsci" e "Guido Picelli", raggruppate nella divisione Natisone. 
Il nome dell'unità partigiana inizialmente doveva essere dapprima "Isonzo" e in seguito "Gorizia", ma i comandi militari jugoslavi si opposero recisamente, essendo ritenuti i territori isontini e l'intero goriziano appartenenti al popolo sloveno nonché già annessi alla nascente Jugoslavia di Tito con un decreto emesso a settembre del 1943.
Nell'estate del 1944 fu proposto un coordinamento unitario tra il Fronte di liberazione sloveno (Osvobodilna fronta, a guida comunista)  e gli antifascisti italiani; per le questioni territoriali aperte sul confine orientale, questo rimase in vigore solo per le forze partigiane che facevano riferimento al PCI. Il comunista friulano Mario Lizzero aveva proposto che la Garibaldi-"Natisone" partecipasse alla liberazione di Gorizia e Trieste, sotto il comando del IX Korpus sloveno (mentre altre unità partigiane slovene avrebbero partecipato alla liberazione delle città del Fiuli sotto il comando della Garibaldi "Osoppo"). Ma la decisione finale è di spostare le unità partigiane italiane all'interno: la Garibaldi-"Trieste" nell'alta valle dell'Isonzo, e la Garibaldi-"Natisone" nella Suha Krajina, la Carniola secca, ai confini con la Croazia, territorio del VII Korpus partigiano jugoslavo.
Dopo mesi stremati dalla guerra antipartigiana dei tedeschi e dei loro alleati (e secondo alcuni su ordine inoltrato direttamente da Palmiro Togliatti su richiesta degli sloveni), nel dicembre 1944 la Divisione d'Assalto Garibaldi "Natisone" lasciò così il Friuli per passare in territorio oggi sloveno, sulla sinistra Isonzo, incorporando anche la brigata "Fratelli Fontanot" (già battaglione della Garibaldi-"Triest", con l'apporto di alcune centinaia di giovani saliti sul Carso durante l'estate 1944).
Nel gennaio 1945 la Garibaldi "Natisone" è a Bukovo presso Cerkno, dove subisce gravi perdite (70 caduti in venti giorni); ai partigiani italiani viene eretto nel 1982 un monumento alla memoria, composto da sei stele di pietra, opera dell’architetto Nande Rupnik di Idria e dello scultore udinese Reno Coiz (già partigiano della Garibaldi-"Natisone"), con tre grandi stelle sovrapposte e la scritta in italiano e sloveno: “24 garibaldini caduti nel gennaio 1945”.
Il 2 maggio 1945 la Garibaldi "Natisone" riceve l'ordine di attaccare i domobranci a Kočevje, e nell'inseguimento arriva il 6 maggio a Lubiana durante la liberazione della città. Dopo ripetute inevase richieste al comando sloveno di poter rientrare in Italia, il 17 maggio la Garibaldi "Natisone" avvia la marcia a piedi di ritorno verso Trieste, già occupata dagli jugoslavi. Con ritrosia, il comando sloveno decide di metter loro a disposizione degli autocarri. Arrivano il 20 maggio a Trieste, dove il comandante e il commissario politico ricevono un cavallo bianco per partecipare alla parata di liberazione.
Nelle brigate della divisione operarono 24 partigiani bolognesi, tre dei quali caduti.

## Onorificenze
- Manfredi Mazzocca, medaglia d'oro al valor militare alla memoria.